# Don Alvarado
Don Alvarado (4 de noviembre de 1905 – 31 de marzo de 1967) fue un actor, ayudante de dirección y director de escena de nacionalidad estadounidense.

## Biografía
Su verdadero nombre era José Paige, y nació en Albuquerque, Nuevo México. En 1922 se trasladó a Los Ángeles, California, a la busca de trabajo en la industria del cine mudo. Allí hizo amistad con otro actor de origen mexicano, Luis Antonio Dámaso de Alonso, más adelante conocido como Gilbert Roland. 
Los jóvenes actores compartieron vivienda durante un tiempo, pero Alvarado pronto se enamoró de Ann Boyar (1908–1990), de dieciséis años e hija de inmigrantes judíos rusos, con la que se casó en 1924. Ese mismo año tuvieron una hija, la futura actriz Joy Page. Sin embargo, Jack Warner convenció a Boyar para que consiguiera un rápido divorcio de Alvarado en México en agosto de 1932. Ella se fue con Warner hacia septiembre de 1933, casándose con él en 1936. En 1932, Alvarado tuvo una breve relación sentimental con la estrella de la comedia musical Marilyn Miller, pero la pareja no llegó a casarse.
Alvarado consiguió su primer papel sin acreditar en el cine mudo en 1924 y, con el estudio aprovechando su aspecto de "Latin Lover", rápidamente obtuvo papeles secundarios y, poco más adelante, primeros papeles. La llegada del cine sonoro dio término a sus actuaciones protagonistas, pero siguió trabajando de manera regular, usualmente elegido como actor de carácter para interpretar personajes hispanos de reparto, tal y como hizo en el film de 1929 basado en la novela de Thornton Wilder The Bridge of San Luis Rey. 
En 1939, utilizando en los créditos el nombre de "Don Page", empezó a trabajar como ayudante de dirección para Warner Bros., y pocos años más tarde como director de escena. En estas actividades formó parte del equipo que produjo un buen número de filmes de gran éxito, como fue el caso de El tesoro de Sierra Madre  (1948), East of Eden (Al este del Edén) y Rebelde sin causa (1955) y, en 1958, su último trabajo cinematográfico, The Old Man and the Sea (El viejo y el mar).
Don Alvarado falleció a causa de un cáncer en 1967, a los 62 años de edad, en Hollywood, California, y fue enterrado en el Cementerio Forest Lawn Memorial Park de Hollywood Hills, California. 
Por su contribución a la industria cinematográfica, Don Alvarado tiene una estrella en el Paseo de la Fama de Hollywood, en el 6504 de Hollywood Boulevard.